# Circonscription de Fougères
La circonscription de Fougères est l'une des huit circonscriptions législatives françaises que comptait le département d'Ille-et-Vilaine de 1876 à 1885, de 1889 à 1919 et de 1928 à 1940.
Étienne Le Poullen (FR) en fut le dernier député.

## La circonscription de 1876 à 1885
Dans le découpage électoral de 1875, la circonscription de Fougères fait partie des huit circonscriptions d'Ille-et-Vilaine.
Elle était composée des cantons d'Antrain, Fougères-Nord, Fougères-Sud, Louvigné-du-Désert, Saint-Aubin-du-Cormier et Saint-Brice-en-Coglès.

### Historique des députations
| Législature | Début de mandat | Fin de mandat    | Député                                | Parti politique | Observations |
| ----------- | --------------- | ---------------- | ------------------------------------- | --------------- | --- |
| Ire         | 9 mars 1876     | 25 juin 1877     | Pierre Albert de Dalmas               | Constitutionnel | |
| IIe         | 7 novembre 1877 | 19 janvier 1878  | Pierre-Marie Frain de La Villegontier | Légitimiste     | L'élection de Pierre-Marie Frain de La Villegontier est invalidée par la Chambre des députés. Ce dernier est battu le 23 mars 1878 par Augustin Riban (Centre gauche). |
| IIe         | 17 mars 1878    | 14 octobre 1881  | Augustin Riban                        | Centre gauche   | |
| IIIe        | 28 octobre 1881 | 28 novembre 1881 | Pierre-Marie Frain de La Villegontier | Légitimiste     | L'élection de Pierre-Marie Frain de La Villegontier est invalidée par la Chambre des députés. Ce dernier est battu le 29 janvier 1882 par Augustin Riban (Centre gauche). Augustin Riban voit aussi son élection annulée mais n'est pas candidat à ce nouveau scrutin partiel. Ferdinand Baston de La Riboisière est élu le 30 avril 1882. |
| IIIe        | 29 janvier 1882 | 18 mars 1882     | Augustin Riban                        | Centre gauche   | |
| IIIe        | 30 avril 1882   | 14 octobre 1885  | Ferdinand Baston de La Riboisière     | Centre gauche   | |

## La circonscription de 1889 à 1919
Elle reprend le découpage de 1875.

### Historique des députations
| Législature | Début de mandat  | Fin de mandat   | Député                 | Parti politique | Observations |
| ----------- | ---------------- | --------------- | ---------------------- | --------------- | ------------ |
| Ve          | 12 novembre 1889 | 14 octobre 1893 | Marie-Joseph Delafosse | Monarchiste     |              |
| VIe         | 15 octobre 1893  | 31 mai 1898     | Édouard Pontallié      | Opportuniste    |              |
| VIIe        | 1er juin 1898    | 31 mai 1902     | Alfred Bazillon        | Prog.           |              |
| VIIIe       | 1er juin 1902    | 31 mai 1906     | Alexandre Lefas        | Prog.lib.       |              |
| IXe         | 1er juin 1906    | 31 mai 1910     | Alexandre Lefas        | Prog.           |              |
| Xe          | 1er juin 1910    | 31 mai 1914     | Alexandre Lefas        | Prog.           |              |
| XIe         | 1er juin 1914    | 7 décembre 1919 | Alexandre Lefas        | Prog.           |              |

### Historique des élections

#### Élections de 1910
|                  | Alexandre Lefas * | Progressiste-Action libérale | 11 588 | 53,90  |  |  |  |
|                  | Émile Ferron      | Gauche radicale              | 8 477  | 39,43  |  |  |  |
|                  | Étienne Gourdin   | SFIO                         | 984    | 4,58   |  |  |  |
|                  | Vital Cosset      | Rép.G                        | 446    | 2,07   |  |  |  |
|                  | René Bagot        | Fantaisiste                  | 8      | 0,04   |  |  |  |
|                  |                   |                              |        |        |  |  |  |
| Inscrits         | Inscrits          | Inscrits                     | 24 871 | 100,00 |  |  |  |
| Votants          | Votants           | Votants                      | 21 652 | 87,06  |  |  |  |
| Exprimés         | Exprimés          | Exprimés                     | 21 501 | 99,30  |  |  |  |
| * Député sortant |                   |                              |        |        |  |  |  |

#### Élections de 1914
|                  | Alexandre Lefas * | Progressiste-Action libérale | 11 478 | 55,68  |  |  |  |
|                  | Émile Ferron      | Radical socialiste           | 8 210  | 39,83  |  |  |  |
|                  | Julien Vaillant   | SFIO                         | 925    | 4,49   |  |  |  |
|                  |                   |                              |        |        |  |  |  |
| Inscrits         | Inscrits          | Inscrits                     | 23 853 | 100,00 |  |  |  |
| Votants          | Votants           | Votants                      | 20 846 | 87,39  |  |  |  |
| Exprimés         | Exprimés          | Exprimés                     | 20 613 | 98,88  |  |  |  |
| * Député sortant |                   |                              |        |        |  |  |  |

## La circonscription de 1928 à 1940
Le découpage électoral de 1927 ne modifie pas celui de 1875.

### Historique des députations
| Législature | Début de mandat | Fin de mandat  | Député             | Parti politique | Observations                                                                                             |
| ----------- | --------------- | -------------- | ------------------ | --------------- | --- |
| XIVe        | 1er juin 1928   | 31 mai 1932    | Alexandre Lefas    | Rép.nat.        | |
| XVe         | 1er juin 1932   | 3 février 1933 | Alexandre Lefas    | Rép.nat.        | Remplacé à partir du 9 avril 1933 par Étienne Le Poullen (FR) à la suite de son élection comme sénateur. |
| XVe         | 9 avril 1933    | 31 mai 1936    | Étienne Le Poullen | FR              | |
| XVIe        | 1er juin 1936   | 9 juillet 1940 | Étienne Le Poullen | FR              | |

### Historique des élections

#### Élections de 1928
|                  | Alexandre Lefas * | Répub. nat | 11 139 | 57,73  |  |  |  |
|                  | Henri Rebuffé     | Radical    | 5 520  | 28,61  |  |  |  |
|                  | Joseph Fournier   | SFIO       | 2 277  | 11,80  |  |  |  |
|                  | Pierre Martin     | PC-SFIC    | 360    | 1,87   |  |  |  |
|                  |                   |            |        |        |  |  |  |
| Inscrits         | Inscrits          | Inscrits   | 22 018 | 100,00 |  |  |  |
| Votants          | Votants           | Votants    | 19 697 | 89,46  |  |  |  |
| Exprimés         | Exprimés          | Exprimés   | 19 226 | 97,96  |  |  |  |
| * Député sortant |                   |            |        |        |  |  |  |

#### Élections de 1932
|                  | Alexandre Lefas * | Répub. nat         | 10 095 | 51,18  |  |  |  |
|                  | Joseph Fournier   | SFIO               | 4 267  | 21,63  |  |  |  |
|                  | Henri Rebuffé     | Radical-socialiste | 4 231  | 21,45  |  |  |  |
|                  | Joseph Harnois    | Répub. nat         | 839    | 4,25   |  |  |  |
|                  | Aristide Mentec   | PC-SFIC            | 292    | 1,48   |  |  |  |
|                  |                   |                    |        |        |  |  |  |
| Inscrits         | Inscrits          | Inscrits           | 22 626 | 100,00 |  |  |  |
| Votants          | Votants           | Votants            | 20 079 | 88,74  |  |  |  |
| Exprimés         | Exprimés          | Exprimés           | 19 724 | 98,23  |  |  |  |
| * Député sortant |                   |                    |        |        |  |  |  |

#### Élections partielles de 1933
| Candidats | Candidats          | Étiquette                   | Premier tour | Premier tour | Ballotage | Ballotage |  |
| Candidats | Candidats          | Étiquette                   | Voix         | %            | Voix      | %         |  |
| --------- | ------------------ | --------------------------- | ------------ | ------------ | --------- | --------- |  |
|           | Étienne Le Poullen | Répub. nat (URD)            | 7 140        | 35,82        | 10 247    | 52,07     |  |
|           | Roger Joisson      | Ind. gauche-Radical         | 3 547        | 17,80        | 9 220     | 46,85     |  |
|           | Jean Hennessy      | Répub. de gauche-Soc.-nat.  | 3 507        | 16,60        | 89        | 0,45      |  |
|           | Joseph Fournier    | SFIO                        | 3 207        | 16,09        |           |           |  |
|           | François Royer     | Répub. nat (URD) - Dém. pop | 1 812        | 9,09         |           |           |  |
|           | Joseph Archer      | Fédériste-Ind. droite       | 446          | 2,24         |           |           |  |
|           | Aristide Mentec    | PC-SFIC                     | 273          | 1,37         | 124       | 0,63      |  |
|           |                    |                             |              |              |           |           |  |
| Inscrits  | Inscrits           | Inscrits                    | 22 663       | 100,00       | 22 663    | 100,00    |  |
| Votants   | Votants            | Votants                     | 20 348       | 89,79        | 20 126    | 88,81     |  |
| Exprimés  | Exprimés           | Exprimés                    | 19 932       | 97,96        | 19 680    | 97,78     |  |

#### Élections de 1936
|                  | Étienne Le Poullen * | Répub. nat (URD-FR) | 10 405 | 52,99  |  |  |  |
|                  | Roger Joisson        | Radical ind.        | 6 528  | 33,25  |  |  |  |
|                  | Émile Helleux        | SFIO                | 1 959  | 9,98   |  |  |  |
|                  | Jean-Marie Macé      | PC-SFIC             | 404    | 2,06   |  |  |  |
|                  | Paul de Kercadio     | Action française    | 339    | 1,73   |  |  |  |
|                  |                      |                     |        |        |  |  |  |
| Inscrits         | Inscrits             | Inscrits            | 22 469 | 100,00 |  |  |  |
| Votants          | Votants              | Votants             | 20 025 | 89,12  |  |  |  |
| Exprimés         | Exprimés             | Exprimés            | 19 635 | 98,05  |  |  |  |
| * Député sortant |                      |                     |        |        |  |  |  |